# Clivina marginipennis
Clivina marginipennis är en skalbaggsart som beskrevs av Jules Putzeys. Clivina marginipennis ingår i släktet Clivina och familjen jordlöpare. Inga underarter finns listade i Catalogue of Life.